# Tre Vapen

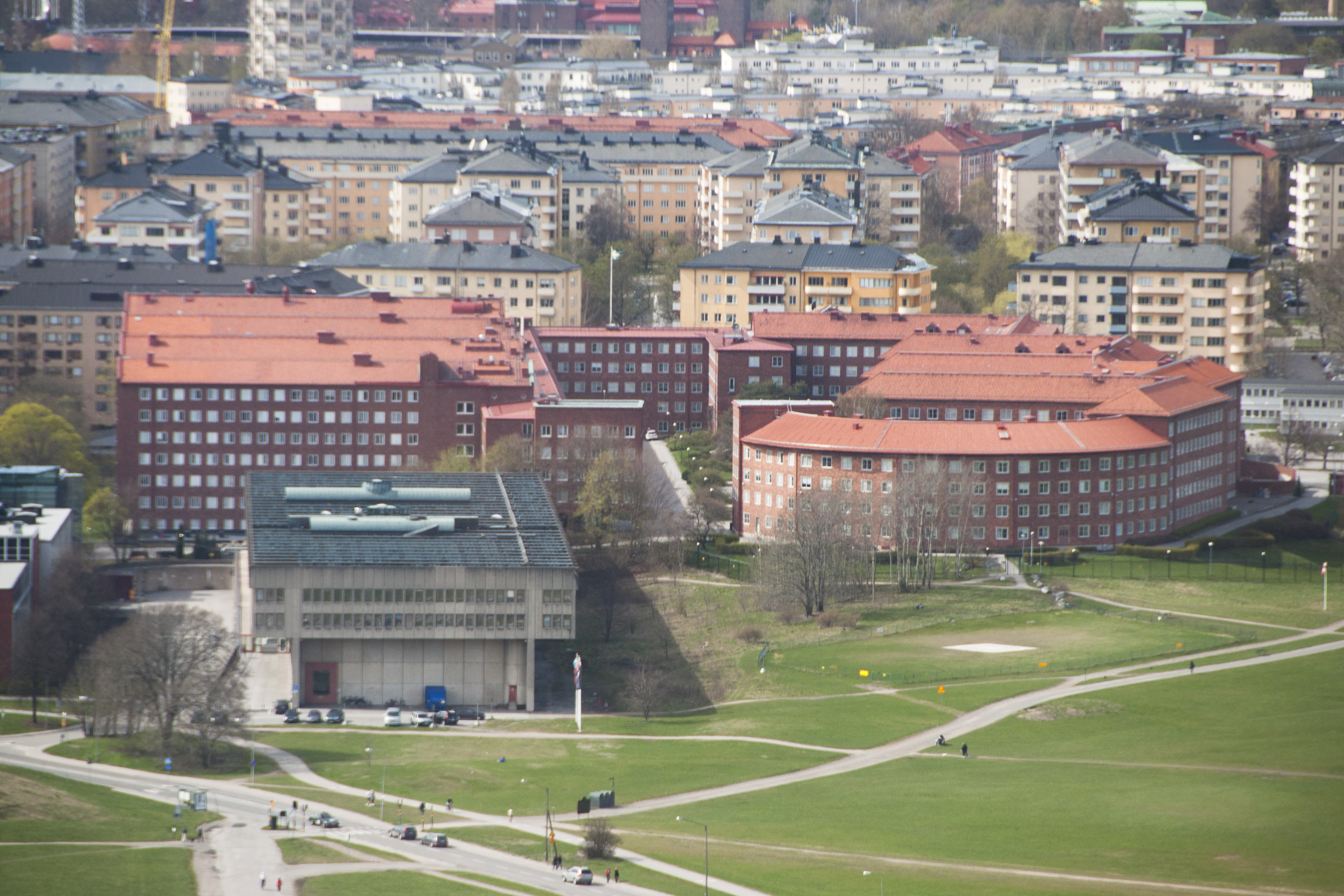
Tre Vapen, sett från Kaknästornet med Filmhuset i förgrunden.

Tre Vapen är ett byggnadskomplex på Gärdet i Stockholm. Det ritades av Cyrillus Johansson för att inhysa armé-, marin- och flygstaberna och invigdes 1943. Idag inhyser det Försvarets materielverk och Försvarsmaktens produktionsledning. Krigsarkivet huserade under lång tid i en av Tre Vapens flygelbyggnader mot Värtavägen, men flyttade under 2020 till Arninge i Täby kommun.
I anslutning till Tre Vapen finns Stockholm-Gärdets helikopterflygplats.
I Tre Vapen finns Flygvapnets minneshall med en minnestavla med namnet på nästan 1 000 flygare som omkommit i tjänst, samt målningar av Einar Forseth.
Tre Vapen är ett skyddsobjekt, men minneshallen är tillgänglig för allmänheten efter anmälan i receptionen.